# Élise Massicard
Élise Massicard (née en 1976 en France) est une politologue, sociologue et turcologue française. Elle est spécialiste de la sociologie politique de la Turquie, et de la question alévie. 

## Biographie
Elle a fait des études de turcologie à l’Institut national des langues et civilisations orientales, de sociologie à l’université libre de Berlin en 1997, et obtient, en 2002, un doctorat en science politique à l’Institut d'études politiques de Paris. 
Chercheuse au Centre national de la recherche scientifique depuis 2003, elle est attachée, à partir de 2008, au Centre de recherches internationales. Depuis 2010, elle est aussi associée à l'Institut français d'études anatoliennes et, dès 2003, à l'École des hautes études en sciences sociales (Centre d'études turques, ottomanes, balkaniques et centrasiatiques). Elle est membre fondatrice de la revue European journal of Turkish studies, et membre du conseil scientifique de la Revue des mondes musulmans et de la Méditerranée. 
Elle parle l'anglais, le turc, l'allemand et l'espagnol.

## Ouvrages
- Élise Massicard, Les élections du 3 novembre 2002 : une recomposition de la vie politique turque ?, Istanbul, Institut français d'études anatoliennes, 2003, 52 p. (ISBN 978-2-906053-77-9)
- Élise Massicard, L'autre Turquie : le mouvement aléviste et ses territoires, Paris, Presses universitaires de France, 2005, 362 p. (ISBN 978-2-13-054947-5)
- (tr) Élise Massicard, Türkiye'den Avrupa'ya Alevi Hareketinin Siyasallaşması, Istanbul, İletişim, 2007, 367 p. (ISBN 978-975-05-0541-6)
- (en) Élise Massicard, The Alevis in Turkey and Europe : Identity and Managing Territorial Diversity, Oxford, Routledge, 2012, 260 p. (ISBN 978-0-415-66796-8, lire en ligne)
- (en) Élise Massicard et Nicole Watts, Negotiating Political Power in Turkey : Breaking up the Party, Routledge, 2013, 208 p. (ISBN 978-0-415-62518-0, lire en ligne)
- Élise Massicard, Marc Aymes et Benjamin Gourisse, L'art de l'État en Turquie : arrangements de l'action publique de la fin de l'Empire ottoman à nos jours, Paris, Karthala, 2014, 428 p. (ISBN 978-2-8111-1025-3)
- (en) Élise Massicard, Marc Aymes et Benjamin Gourisse, Order and compromise : government practices in Turkey from the late Ottoman empire to the early 21st century, Boston, Brill, 2015, 436 p. (ISBN 978-90-04-28979-6)
- (tr) Élise Massicard, Marc Aymes et Benjamin Gourisse, Devlet Olma Zanaatı : Osmanlı’dan Bugüne Kamu İcraatı, Istanbul, İletişim, 2016, 400 p. (ISBN 978-975-05-2114-0)
- Élise Massicard, Gouverner par la proximité : une sociologie politique des maires de quartier en Turquie, Paris, Karthala, 2019, 367 p. (ISBN 978-2-8111-2604-9)
- (en) Élise Massicard, Street-level governing : negotiating the state in urban Turkey, Standford, Stanford University Press, 2022, 326 p. (ISBN 978-1-5036-2841-0)